# Marienfenster (Kathedrale von Bourges)

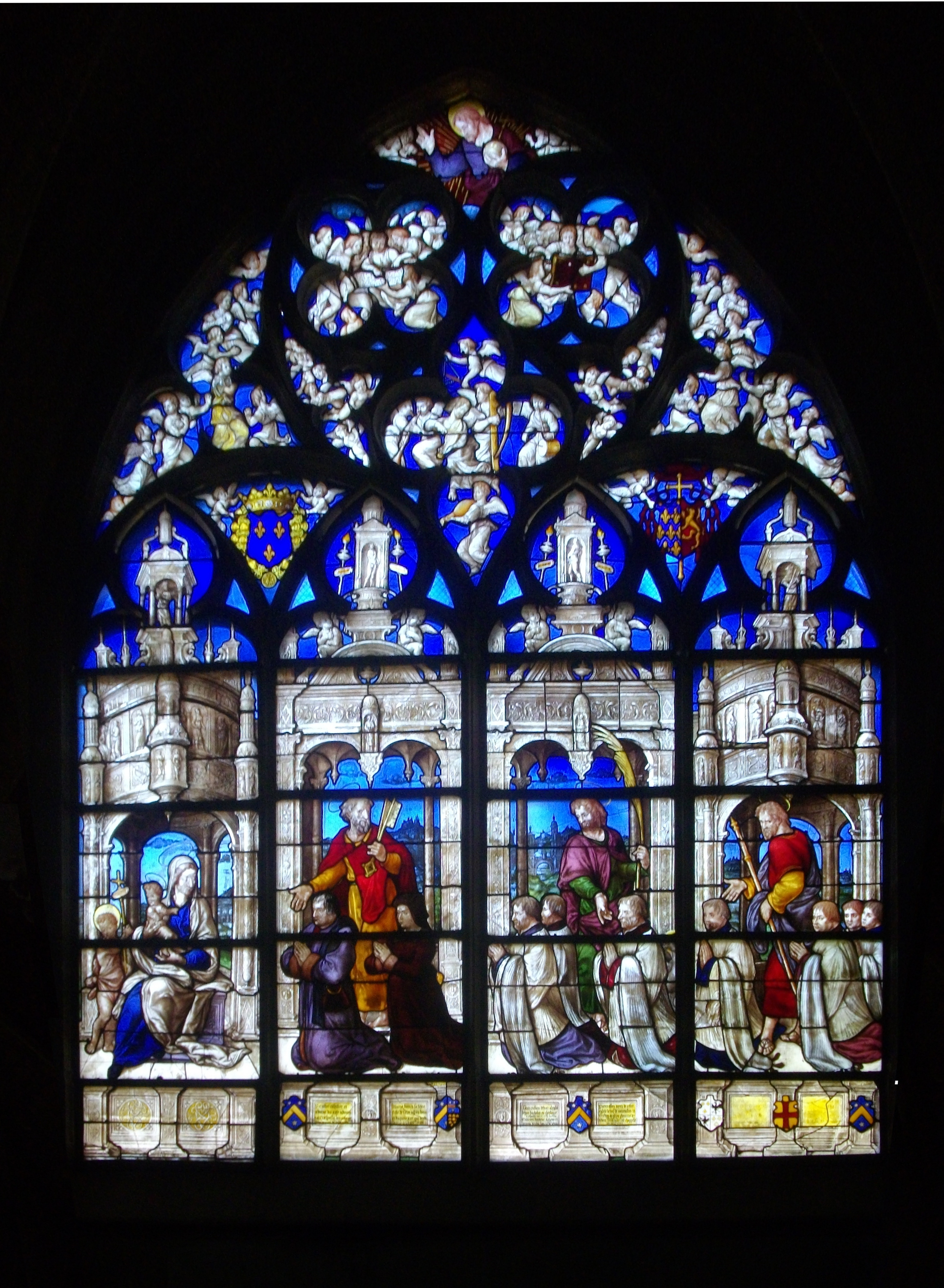
Marienfenster in Bourges

Das Marienfenster in der Kapelle Sainte-Anne der Kathedrale St-Étienne in Bourges, einer französischen Stadt im Département Cher in der Region Centre-Val de Loire, wurde 1532 geschaffen. Das Bleiglasfenster wurde im Jahr 1862 als Monument historique in die Liste der denkmalgeschützten Objekte (Base Palissy) in Frankreich aufgenommen.
Das Fenster Nr. 32, das wie die ganze Kapelle von der Familie Pierre Tullier gestiftet wurde, stammt aus der Werkstatt von Jean Lécuyer (1480–1556). In einem italienischen Renaissance-Dekor ist links außen Maria mit dem Jesuskind auf dem Schoß und Johannes der Täufer links daneben zu sehen. In der Lanzette rechts davon ist das kniende Stifterehepaar und dahinter der Apostel Petrus mit Schlüssel dargestellt. Auf der nächsten Lanzette sind die drei Söhne des Sitfterpaares, die Chorherren waren, mit dem Evangelisten Johannes zu sehen. Rechts außen sind vier weitere Geistliche mit dem Apostel Jakobus der Ältere dargestellt.
Im Maßwerk sind eine große Anzahl von Engeln, die teilweise musizieren, und ganz oben der segnende Christus mit Weltkugel zu sehen.
Den unteren Abschluss bilden Inschriftentafeln und Wappen.